# Panagia Ekatontapiliani

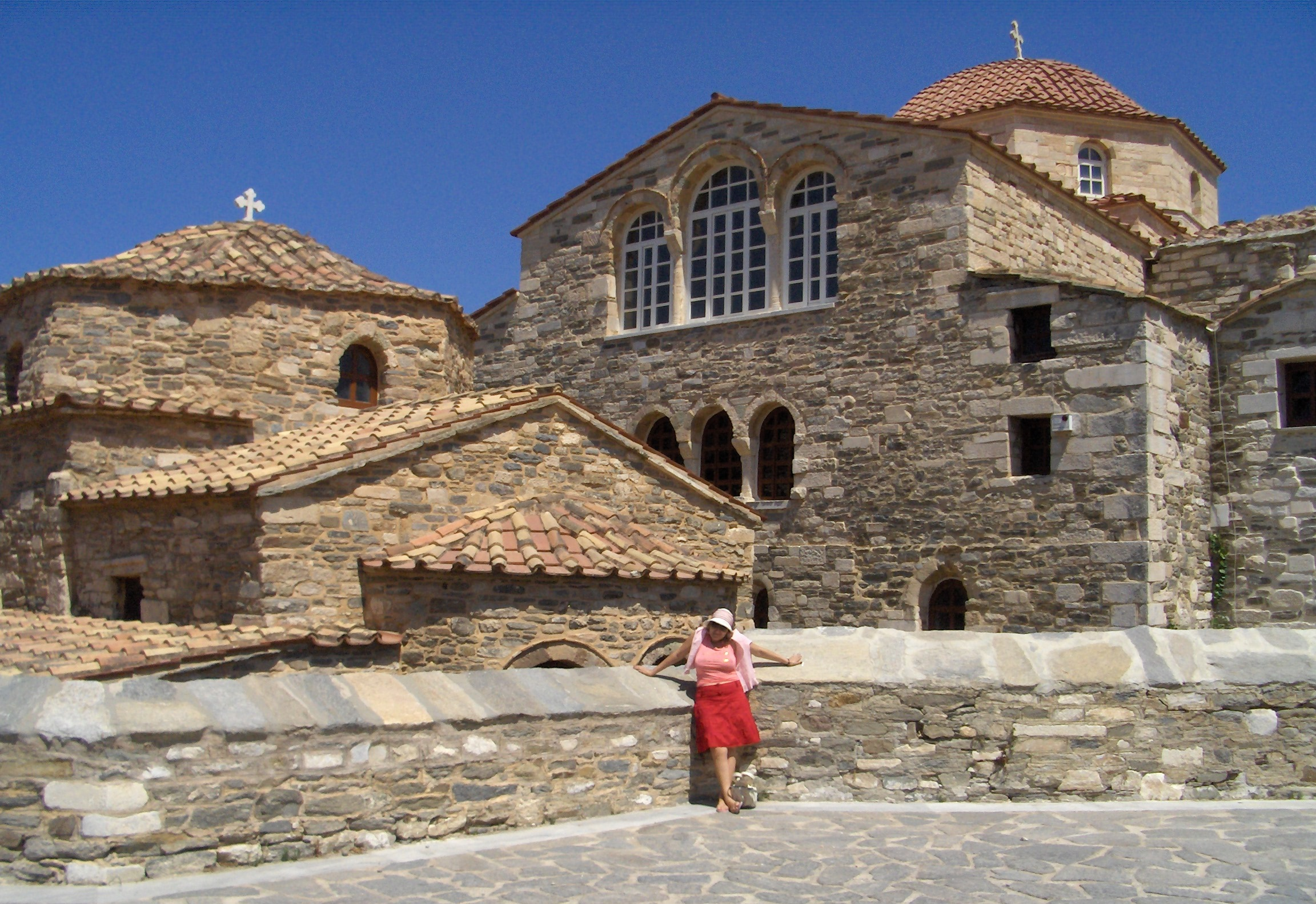
Exterior.

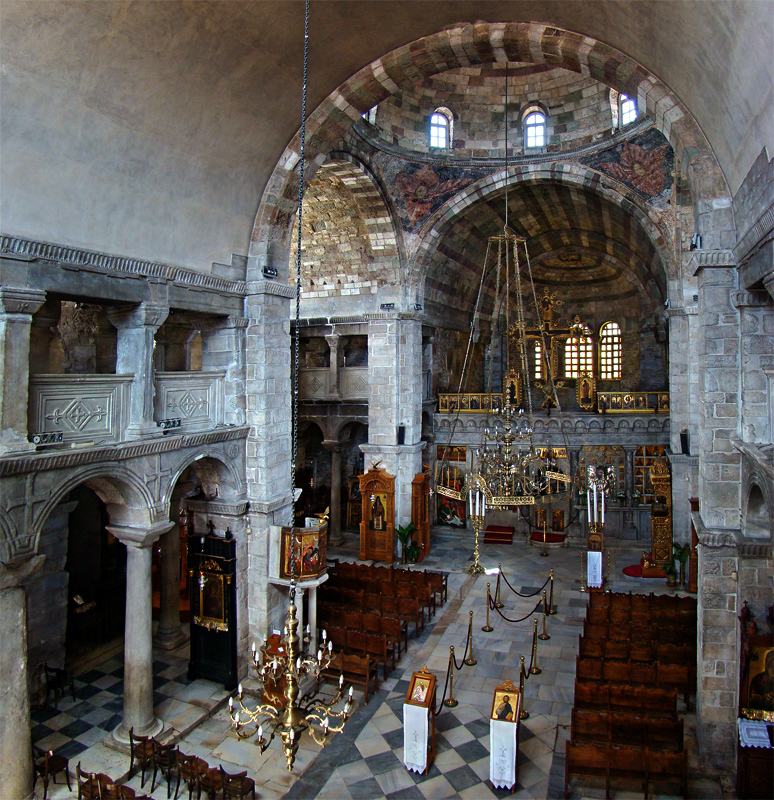
Interior.

Panagia Ekatontapyliani (Παναγία Εκατονταπυλιανή), Virgen de las cien puertas o iglesia de las cien puertas es un complejo arquitectónico eclesiástico de la ciudad de Pakiria (isla de Paros, Grecia). Es un importante centro de devoción mariana, que en la región sólo es superado por la iglesia por la Panagia Evangelistria de Tinos (o Megalochare de Tinos -"la llena de Gracia"-).
Panagia significa "Santísima", pero la etimología de Ekatontapyliani no está clara; pues aunque hekaton significa "cien" y pylaion "puerta" (obviamente, no tiene cien puertas), se ha propuesto que proviene de la palabra Katapoliani ("la parte baja de la ciudad"), en referencia a su situación topográfica. También se la denomina basílica de la Panaghia Katapoliani (Παναγία Καταπολιανή) o Nuestra Señora de Katapoliani.
Su construcción se remonta al año 326, lo que la convierte en una de las primeras iglesias del cristianismo primitivo. La tradición sostiene que fue fundada por Santa Elena, la madre del emperador Constantino el Grande, al pararse a rezar en una capilla durante su peregrinación a Tierra Santa. También existe una versión en la que se atribuye a Justiniano I la fundación.
Contiene una capilla principal rodeada por otras dos, y un baptisterio con una fuente cruciforme. La parte más antigua es la capilla de San Nicolás y el baptisterio (siglo IV -época paleocristiana-). El edificio principal es del siglo VI (época bizantina). Hay numerosos mosaicos bizantinos de los siglos VI y VII.
Fue muy dañado por un terremoto en el siglo XVIII y desde entonces ha sido gradualmente restaurado.